# Hermann Brosien
Hermann Carl Ferdinand Brosien (* 8. Dezember 1847 in Bartenstein in Ostpreußen; † 1929) war ein deutscher Gymnasiallehrer und Historiker.

## Leben
Hermann Brosien besuchte das Gymnasium in Rastenburg sowie das Collegium Fridericianum in Königsberg in Preußen. Anschließend studierte er ab Ostern 1865 bis Michaelis 1868 an der Universität Königsberg sowie an der Universität Göttingen die Fächer Geschichte und Deutsche Philologie. Seine dortige Promotion 1868 behandelte das Thema Kritische Untersuchung der Quellen zur Geschichte des fränkischen Königs Dagobert I. Im Folgejahr 1869 bestand er in Göttingen die Prüfung pro facultate docendi und trat zum Michaelis 1869 sein Probejahr am Sophien-Gymnasium in Berlin an.
Nach dem Ausbruch des Deutsch-Französischen Krieges trat er in die Armee ein, in der er als Soldat im Felde diente. Nach Kriegsende und der Gründung des Deutschen Kaiserreichs wurde er erneut am Sophien-Gymnasium tätig, diesmal als „wissenschaftlicher Hülfslehrer.“ Später erhielt er dort die 10. ordentliche Lehrerstelle. 1888 wechselte er an die Luisenstädtische Oberrealschule in Berlin, wo er bis zu seinem Eintritt in den Ruhestand 1910 als Oberlehrer und Professor tätig war.
Brosien stand unter anderem in Kontakt mit dem Philologen, Politiker, Publizisten und evangelischen Theologen Adolf Schullerus.
Brosien war unter anderem Co-Autor der 4. Auflage von Meyers Konversationslexikon.

## Schriften (Auswahl)
- Kritische Untersuchung der Quellen zur Geschichte des fränkischen Königs Dagobert I. (622–638). Dissertation. Göttingen 1868, (Digitalisat).
- Lexikon der deutschen Geschichte. Die Völker, Länder, historischen Personen und Stätten Deutschlands mit Einschluß der germanischen Stämme, Österreichs, Burgunds, der Niederlande und der Schweiz bis zu ihrer Abtrennung. Verlag des Bibliographischen Instituts, Leipzig 1882, (Digitalisat).
- Der Streit um Reichsflandern in der zweiten Hälfte des dreizehnten Jahrhunderts (= Wissenschaftliche Beilage zum Programm des Sophien-Gymnasiums in Berlin. Ostern 1884). Gaertner, Berlin 1884, urn:nbn:de:hbz:061:1-493881.
- Karl der Große (= Das Wissen der Gegenwart. Bd. 42, ZDB-ID 597145-7). Freytag u. a., Leipzig 1885, (Digitalisat; Neuausgabe: Reprint-Verlag Leipzig, Holzminden 2009, ISBN 978-3-8262-0219-3).
- Preußische Geschichte. In 5 Abteilungen
  - Abteilung 1: Geschichte der Mark Brandenburg im Mittelalter (= Das Wissen der Gegenwart. Bd. 61). Freytag u. a., Leipzig 1887, (Digitalisat).